# Kolonia (Majków)
Kolonia – część wsi Majków w Polsce, położona w województwie świętokrzyskim, w powiecie skarżyskim, w gminie Skarżysko Kościelne.
W latach 1975–1998 Kolonia administracyjnie należała do województwa kieleckiego.